# النادي الأهلي المصري لكرة السلة
فريق النادي الأهلي لكرة السلة هو فريق تابع للنادي الأهلي للرياضة البدنية في كرة السلة، ويعتبر من أهم فرق كرة السلة في مصر، وقد حصل الفريق علي دوري ابطال أفريقيا لمره واحده عام 2016 البطولة التي أقيمت في مصر.

## التاريخ
تأسس فريق الأهلي لكرة السلة في عام 1930 باعتباره واحدًا من أقدم أندية كرة السلة في مصر وأفريقيا.
أسس فريق السلة بالنادي الأهلي عبد المنعم وهبي والذى أصبح بعد ذلك رئيس الاتحاد الدولي لكرة السلة ونائب رئيس الاتحاد الدولي لكرة السلة الاسبق والرئيس الأسبق للاتحاد الأفريقي لكرة السلة. وهو أحد الثنائي المصري الوحيدين المتواجدين في قاعة مشاهير الاتحاد الدولي لكرة السلة.
لعب فريق الأهلي لكرة السلة مباراته الأولى ضد الاتحاد أليكس أمام الملك فاروق «ملك مصر» في 1937. وكانت بطولة الفريق الأولى في دوري كرة السلة المصرية في عام 1989.

## البطولات

### محلي
- 'الدوري المصري لكرة السلة' ': 8

1989, 2000 , 2002 , 2012 , 2016, 2022, 2023, 2025
- 'كأس مصر لكرة السلة' ': 11'

1988. 1993, 1995,1996. 1999, 2004,2007. 2009. 2011. 2023.2022.2018.

### دولي
- 'كأس أبطال أفريقيا لكرة السلة للأندية' : 2023,[3] 2016 [4]
- 'كأس الكئوس الأفريقية:' 1998,[5] 2001[6]